# Marcjanki
Marcjanki – wieś sołecka w Polsce położona w województwie wielkopolskim, w powiecie konińskim, w gminie Sompolno. 
| SIMC    | Nazwa    | Rodzaj    |
| ------- | -------- | --------- |
| 0295544 | Drzewiec | część wsi |
| 0295550 | Ryn      | część wsi |

W latach 1975–1998 miejscowość administracyjnie należała do województwa konińskiego. Według danych z roku 2009 miejscowość liczyła 146 mieszkańców.
Wieś graniczy od wschodu z rezerwatem przyrody Kawęczyńskie Brzęki.